# 白銀 (主持人)
白銀（1931年1月7日—2021年1月25日），台湾女性资深广播人，出生于北京，1949年隨中華民國國軍遷台，在中國廣播公司服務超過40年，並在中廣主持《快樂兒童》、《白銀阿姨說故事》等兒童節目。1967年第3屆金鐘獎以《快樂兒童》獲頒廣播金鐘獎編導獎，並於1994年第29屆金鐘獎獲頒廣播金鐘獎特別獎。
白銀並投身廣播電視教育，前華視新聞主播李艷秋是她的學生。
白銀亦是白色恐怖受難者，1950年9月任職女青年工作大隊上尉音樂教官時被指「通匪」，被關押半年，2003年4月獲冤獄賠償。
2021年1月25日凌晨，白銀於國立臺灣大學醫學院附設醫院病逝，享耆壽90歲。同年1月27日，告別式以回教儀式在臺北清真寺舉行，遺體安葬於六張犁回教公墓。